# 金礪
金礪（？—1662年），辽东人。明末清初官员。
明末武進士，早年镇守辽东，擔任镇武堡都司。投降后金後，被授甲喇额真，予世职三等副将。天聪五年，设六部，以砺为兵部承政。六年赐鞍马，调户部承政。八年，进二等梅勒章京。崇德四年入汉军镶红旗，复为甲喇额真。五年，授吏部参政。六年，擢固山额真。授世职三等甲喇章京。顺治元年，入关。元年六月，进世职二等甲喇章京。二年，进世职一等阿达哈哈番。二年六月，授平南将军，加拖沙喇哈番。九年，郑成功攻漳州，清廷以金礪赴援，解漳州之圍，鄭成功部退屯江东桥，论功进一等阿思哈尼哈番兼拖沙喇哈番。順治十年，四月進兵海澄，雙方爆發海澄战役，清軍大敗，金砺率领残余清军狼狈逃回漳州，被召回。順治十一年，授陕西四川总督。十三年，太子太保致仕。康熙元年卒。